# On Swift Horses
On Swift Horses (prt: Indomáveis) é um filme americano de drama dirigido por Daniel Minahan, com roteiro de Bryce Kass adaptando o romance de mesmo nome de Shannon Pufahl. Ley Line Entertainment, FirstGen Content e Cor Cordium produzem o projeto que tem um elenco que inclui Daisy Edgar-Jones, Jacob Elordi, Will Poulter, Diego Calva e Sasha Calle.
O filme estreou no Festival Internacional de Cinema de Toronto de 2024, em 7 de setembro de 2024 e foi lançado nos Estados Unidos pela Sony Pictures Classics em 25 de abril de 2025.

## Sinopse
Os recém-casados Muriel e Lee estão começando uma nova vida depois que ele retorna da Guerra da Coreia, quando a chegada do carismático irmão mais novo de Lee, Julius, um jogador rebelde com um segredo, cria um perigoso triângulo amoroso. Julius vai para Las Vegas e Muriel embarca em uma vida secreta de jogos de azar em cavalos de corrida e descobre um amor que ela achava impossível.

## Elenco
- Daisy Edgar-Jones como Muriel
- Jacob Elordi como Julius
- Will Poulter como Lee
- Diego Calva como Henry
- Sasha Calle como Sandra
- Kat Cunning como Gail
- Don Swayze como Terence

## Produção
O produtor Peter Spears e o diretor Daniel Minahan iniciaram o projeto em julho de 2021 com Ley Line Entertainment e Bryce Kass adaptando o romance de Shannon Pufahl. Spears está produzindo ao lado de Mollye Asher, Tim Headington, Theresa Steele Page e Michael D'Alto. As finanças estão vindo da Ley Line Entertainment e da FirstGen ao lado do Wavelength. Alvaro Valente e o roteirista Bryce Kass são produtores executivos, assim como Christine Vachon e Pamela Koffler da Killer Films, Nate Kamiya e David Darby da Ley Line, Randal Sandler, Claude Amadeo e Chris Triana para FirstGen, e Jennifer Westphal e Joe Plummer para Wavelength.

### Filmagens
As gravações começaram em Los Angeles em 28 de fevereiro de 2023. Diego Calva disse a Variety que ele e Jacob Elordi têm algumas “cenas muito sensuais”.

## Lançamento
Teve sua estreia mundial no Festival Internacional de Cinema de Toronto de 2024 em 7 de setembro de 2024. Em outubro de 2024, a Sony Pictures Classics adquiriu os direitos de distribuição do filme na América do Norte e Latina, Turquia, Escandinávia, Europa Oriental, Sudeste Asiático, Índia, Itália, Austrália e Nova Zelândia. Após o TIFF, o filme foi exibido em público como a Exibição Secreta no Festival Internacional de Cinema de Palm Springs em 10 de janeiro de 2025. De acordo com o festival, o filme foi lançado nos EUA em 25 de abril de 2025. Na Espanha, será lançado pelo distribuidor independente Beta Fiction Spain em 25 de julho de 2025.

## Recepção
No site agregador de críticas Rotten Tomatoes, 67% das 18 resenhas dos críticos são positivas, com uma classificação média de 5.9/10. O Metacritic, que usa uma média ponderada, atribuiu ao filme uma pontuação de 68 em 100, baseado em 8 críticos, indicando críticas "geralmente favoráveis".